# Cataglyphis foreli
Cataglyphis foreli is een mierensoort uit de onderfamilie van de schubmieren (Formicinae). De wetenschappelijke naam van de soort is voor het eerst geldig gepubliceerd in 1903 door Ruzsky.